# Los compañeros del crepúsculo
Los compañeros del crepúsculo (en el francés original, Les Compagnons du crépuscule) es una serie de cómic histórico desarrollada por François Bourgeon desde 1984 hasta 1990. Significó la vuelta de su autor a la Edad Media, tras Brunelle et Colin.

## Trayectoria editorial
Bourgeon pudo disponer de libertad por parte de Casterman para soslayar el límite de 46 páginas típico del formato de álbum:
| Título                                                                   | Publicación original | 1ª publicación en álbum                           | 1ª publicación en España                              |
| ------------------------------------------------------------------------ | -------------------- | ------------------------------------------------- | ----------------------------------------------------- |
| Le Sortilège du bois des brumes (El sortilegio del bosque de las brumas) |                      | T1, Casterman, 01/1984. Col. Un Auteur (A suivre) | Norma Editorial, 1990. Col. Cimoc Extra Color, n.º 60 |
| Les Yeux d'étain de la ville glauque (El eclipse azul)                   |                      | T2, Casterman, 08/1986. Col. Un Auteur (A suivre) | Norma Editorial, 1990. Col. Cimoc Extra Color, n.º 62 |
| Le Dernier chant des Malaterre (El último canto de los Malaterre)        |                      | T3, Casterman, 05/1990. Col. Un Auteur (A suivre) | Norma Editorial, 1990. Col. Cimoc Extra Color, n.º 66 |

12bis publicó en 2010 un integral, es decir, un grueso volumen recopilando toda la serie.

## Argumento
A pesar de ser una saga coral con multitud de personajes, la principal protagonista es Bermeja, una descarada y valiente muchacha pelirroja que, por caprichos del destino, acompañara en su viaje a un misterioso caballero desfigurado y a su joven criado, Aniceto.
Juntos, sobrevivirán al sortilegio del bosque de las brumas, se enfrentaran a criaturas míticas, Bermeja conocerá a un apuesto y amable novicio, encontrará a una valiosa amiga en Anais, una cómica ambulante, y acabaran su periplo en la ciudad amurallada de Montroy.

## Valoración
Los compañeros del crepúsculo supuso una vuelta de tuerca en el afán de Bourgeon por dotar de verosimilitud histórica a su relato, con su reproducción no sólo de usos y objetos de la época, sino también de vocabulario antiguo. También aportó considerables dosis de humor, entendiendo que era imprescindible para soportar las duras condiciones de vida del medievo. En sus páginas se encuentra reflejado el estilo de vida de todas las clases sociales del medievo europeo, desde los campesinos y los artesanos a los monjes y la nobleza, dedicando un interés especial a los cómicos ambulantes.